# Jordi Pueo i Marro
Jordi Pueo i Marro (Barcelona, 7 de juliol de 1895 - Barcelona, 10 de gener de 1963) fou un futbolista català de la dècada de 1910.

## Trajectòria
Jugava a la posició de migcampista. L'any 1909 ingressà a l'equip juvenil del RCD Espanyol. Tres anys més tard, amb 17 anys, debutà al primer equip de l'Espanyol, romanent a l'equip fins al 1918, quan amb només 23 anys es retirà per dedicar-se a la seva vida familiar i laboral (era empleat de banca). En total restà sis temporades al primer equip en uns anys en què el futbol era totalment amateur. Al club coincidí amb grans jugadors del moment com Emili Sampere, Paco Bru, Santiago Massana, Pere Gibert o Armet Pacan, guanyant dos Campionats de Catalunya i arribant a la final de la Copa d'Espanya de l'any 1915.
Un cop es retirà de la pràctica esportiva no es desvinculà del club i formà part del club desenvolupant diverses tasques, des de secretari, caixer, delegat de camp o cap d'oficines, fins a la seva jubilació l'any 1960. El juny d'aquest mateix 1960 va rebre la medalla d'argent de la Federació Catalana de Futbol.

## Palmarès
RCD Espanyol
- Campionat de Catalunya: 2
  - 1914-15, 1917-18